# خيرمان ديلفينو
خيرمان ديلفينو (بالإسبانية: Germán Delfino)‏ (من مواليد 4 مايو 1978) هو حكم أرجنتيني لكرة القدم، الذي يتولى إدارة المباريات بشكل رئيسي في الدرجة الأولى الأرجنتينية منذ عام 2010، بالإضافة إلى الفيفا كحكم دولي منذ عام 2012.
وكان قد تولى، كحكم دولي، مباريات كوبا ليبرتادوريس وكوبا سود أمريكانا، والمباريات الدولية الودية والتأهل لكأس العالم 2018.